# Köthel (Lauenburg)
Köthel er en kommune i det nordlige Tyskland, beliggende i Amt Schwarzenbek-Land i den sydvestlige del af Kreis Herzogtum Lauenburg. Kreis Herzogtum Lauenburg ligger i delstaten Slesvig-Holsten.

## Geografi
Köthel ligger omkring 16 km nordvest for Schwarzenbek og ca. 32 km øst for Hamborg.
Byen gennemløbes af floden Bille der deler den i to, med Köthel i Stormarn mod vest.